# Grono

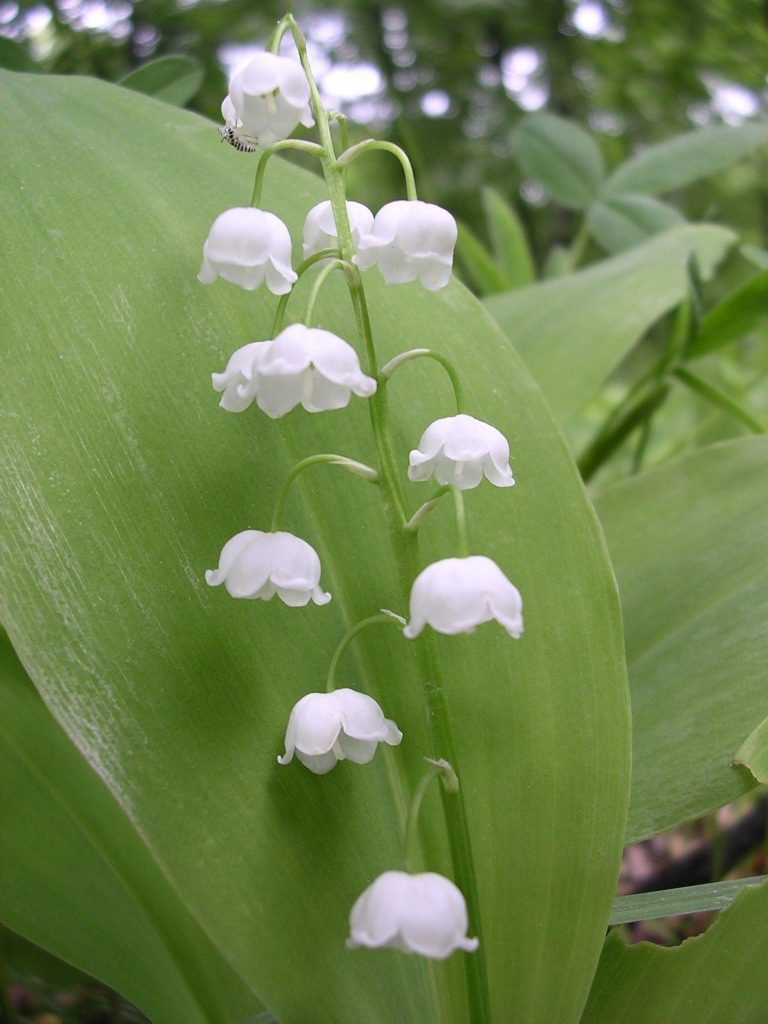
Kwiaty konwalii zebrane w grono

Grono – jeden z rodzajów kwiatostanów groniastych. Ten typ kwiatostanu składa się z osi głównej, od której odchodzą osie boczne, które tworzą kwiaty szypułkowe.
Przykładem grona jest kwiatostan konwalii. Występujące u niektórych gatunków listki pod każdym kwiatkiem to przysadki. Kwiaty w gronie mogą wyrastać na wszystkie strony, może być grono dwustronne, lub jednostronne (np. u mieczyka dachówkowatego). Grono może być też częścią kwiatostanu złożonego, gdy zamiast pojedynczych kwiatów na szypułkach z osi głównej wyrastają kwiatostany, np. koszyczki (jak u lepiężnika czy kłoski).
Potocznie mianem grona nazywa się też kiść winogron.